# Participanții la Primul Război Mondial

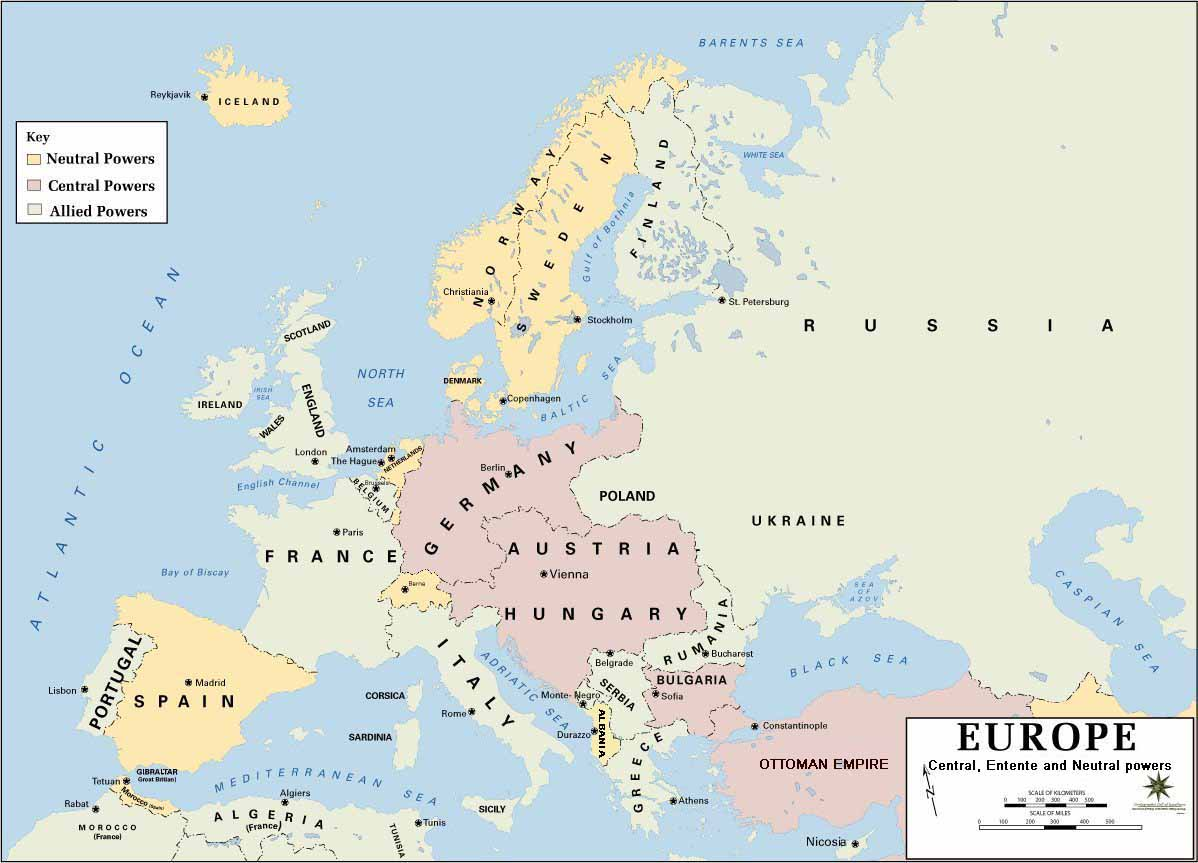
Alianțele militare europene în 1915. Puterile Centrale sunt reprezentați în roz, Aliații în gri iar statele neutre în galben.

Aceasta este lista statelor care au participat în Primul Război Mondial, aranjate în ordinea alfabetică.

## Puterile Aliate
Notă: Antanta (sau Tripla Înțelegere) propriu-zisă a fost blocul politico-militar format de Franța, Imperiul Britanic și Imperiul Rus.
- Armata albastră (din 1917)
- Armenia (din 1918)
- Andorra  (din 1917)
- Emiratul Asir⁠(en)[traduceți] (din 1915)
- Sultanatul Beda⁠(en)[traduceți] (din 1915)
- Belgia[1]
  -  Congo Belgian
- Brazilia
- China
- Costa Rica
- Cuba
- Legiunile cehoslovace
- Franța[2]
  -  Africa Ecuatorială Franceză
  -  Africa de Vest Franceză⁠(en)[traduceți]
  -  Madagascarul Francez⁠(en)[traduceți]
  -  Indochina Franceză
  -   Algeria Franceză
  -    Marocul Francez
  -   Tunisia Franceză
- Grecia
- Guatemala
- Haiti
- Regatul Hedjaz (din 1916)
- Honduras
- Italia[3]
  -  Eritrea Italiană⁠(en)[traduceți]
  -  Insulele italiene din Marea Egee⁠(en)[traduceți]
  -  Libia Italiană
  -  Somalia Italiană⁠(en)[traduceți]
- Imperiul Japonez
- Liberia
- Muntenegru
- Emiratul de Nejd și Hasa (din 1915)
- Nepal
- Nicaragua
- Panama
- Portugalia[4]
  -  Angola Portugheză
  -  Africa Orientală Portugheză
- România
- Rusia
  -  Republica Rusă din februarie 1917 până la noiembrie 1917.
  -  RSFS Rusă din noiembrie 1917 până la Tratatul de la Brest-Litovsk (martie 1918)
- Serbia
- Siam
- Regatul Unit[5]
  -  Aden⁠(en)[traduceți]
  -  Africa de Sud
  -  Africa Orientală Britanică
  -  Australia
  -  Canada
  -  Cipru⁠(en)[traduceți]
  -  Coasta de Aur
  -  Coloniile de la Strâmtori⁠(en)[traduceți]
  -  India
  -  Kuweit
  -  Malta
  -  Mauritius
  -  Muscat și Oman
  -  Newfoundland⁠(en)[traduceți]
  -  Nigeria
  -  Noua Zeelandă
  -  Nyasaland⁠(en)[traduceți]
  -  Rhodesia de Nord⁠(en)[traduceți]
  -  Rhodesia de Sud
  -   Sudanul Anglo-Egiptean⁠(en)[traduceți]
  -   Sultanatul Egiptului⁠(en)[traduceți]
  -  Teritoriile britanice de peste mări
  -  Uganda
- Statele Unite ale Americii
  -  Alaska
  -  Filipine
  -  Hawaii
  -  Puerto Rico
- Voluntari asirieni⁠(en)[traduceți]

## Puterile Centrale
- Austro-Ungaria (actualmente Austria, Bosnia și Herțegovina, Croația, Republica Cehă, Ungaria, Voivodina, părți din nord-estul Italiei, parțial Polonia, parțial România, Slovacia, Slovenia, parțial Ucraina)
- Bulgaria (actualmente Bulgaria, parțial Grecia, parțial Republica Macedonia)
- Germania[6]
  -  Concesiunea germană din golful Kiautschou⁠(en)[traduceți]
  -  Concesiunea germană din Tianjin⁠(en)[traduceți]
  -  Concesiunea germană din Hankou⁠(en)[traduceți]
  -  Concesiunea germană din Chefoo⁠(en)[traduceți]
  -  Noua Guinee Germană
    -  Kaiser-Wilhelmsland⁠(en)[traduceți]
    -  Arhipelagul Bismarck
    -  Insula Bougainville⁠(en)[traduceți]
    -  Insula Buka⁠(en)[traduceți]
    -  Nauru
    -  Palau
    -  Insulele Mariane de Nord
    -  Insulele Caroline
    -  Insulele Marshall

  -  Samoa Germană⁠(en)[traduceți]
  -  Africa de Vest Germană⁠(en)[traduceți]
    -  Kamerun⁠(en)[traduceți]
    -  Togoland⁠(en)[traduceți]

  -  Africa de Sud-Vest Germană⁠(en)[traduceți]
  -  Africa de Est Germană
- Imperiul Otoman (actualmente Iordania, Irak, Israel, Liban, parțial Arabia Saudită, Siria, mare parte din Turcia)
- Sultanatul Darfur⁠(en)[traduceți] (1914-1916)
- Statul Derviș⁠(en)[traduceți]
- Emiratul Jabal Shammar
- Azerbaidjan (din 1918)
- Georgia (din 1918)
- Ducatul Curlandei și Semigaliei (din 1918)
- Regatul Lituaniei (din 1918)

## Statele Neutre
- Afganistan⁠(en)[traduceți]:  nu a sprijinit sau s-a opus vreunei națiuni, deși a primit o misiune diplomatică germană, încercând să o convingă să acționeze împotriva britanicilor. Protectorat britanic pe parcursul întregului război. Independent din anul 1919.
- Albania: deși nu a declarat niciodată război Antantei, a sprijinit în mod indirect Puterile Centrale. Ocupată de trupe austro-ungare, franceze, grecești, bulgare și italiene.
- Argentina: aliată cu SUA prin tratat.
- Bhutan: Imperiul Britanic reprezenta interesele Bhutanului în relațiile externe.
- Bolivia: A rupt relațiile diplomatice cu Puterile Centrale pe 13 aprilie 1917.
- Chile: aliat cu SUA prin tratat.
- Columbia
- Danemarca: comercializa cu ambele tabere.
- Ecuador: A rupt relațiile diplomatice cu Puterile Centrale pe 7 decembrie 1917.
- El Salvador
- Elveția - a declarat „stare de asediu”.
- Etiopia: Etiopia a rămas de facto neutră, deși la începutul războiului a primit o misiune diplomatică germană, încercând să o convingă să acționeze împotriva britanicilor. La rândul lor, britanicii, francezii și italienii au trimis misiuni diplomatice în Etiopia. De jure, Etiopia a semnat în anul 1915 o alianță cu Puterile Aliate, imediat după intrarea Italiei în război. În iunie 1917, Etiopia a întrerupt relațiile diplomatice cu Puterile Centrale, însă fără a declara război.
- Liechtenstein: a avut un regim vamal și o uniune monetară cu Austro-Ungaria.
- Luxemburg: nu a declarat niciodată război Puterilor Centrale, deși a fost invadată și ocupată de Germania începând cu data de 2 august 1914.
- Mexic: a refuzat o alianță cu Germania (vezi Telegrama Zimmermann). Un aliat al SUA prin tratat.
- Monaco
- Mongolia: Nerecunoscută ca independentă, însă de facto independentă.
- Norvegia: a oferit asistență navală Regatului Unit.
- Paraguay: ocupat de trupe britanice și ruse.
- Persia⁠(en)[traduceți]: În ciuda neutralității sale, Persia a fost scena operațiilor militare care implicau armate turce, ruse și britanice.
- Peru: A rupt relațiile diplomatice cu Puterile Centrale pe 5 octombrie 1917.
- Republica Dominicană: A rupt relațiile diplomatice cu Puterile Centrale pe 11 iunie 1917.
- San Marino: Deși nu a declarat niciodată război Puterilor Centrale, a rupt relațiile diplomatice cu acestea. 20 de voluntari sanmarinezi au luptat sub drapel italian în război.
- Spania: de asemenea, aliată prin tratat cu Regatul Unit.
- Suedia - sprijinea financiar Germania.
- Tibet⁠(en)[traduceți]: sub influență britanică.
- Uruguay: A rupt relațiile diplomatice cu Puterile Centrale pe 7 octombrie 1917.
- Țările de Jos: un aliat al Regatului Unit prin tratat. Comercializa cu ambele tabere.
- Venezuela - aproviziona Aliații cu petrol.

## Declarațiile de război

Alianțele militare europene înainte de război.

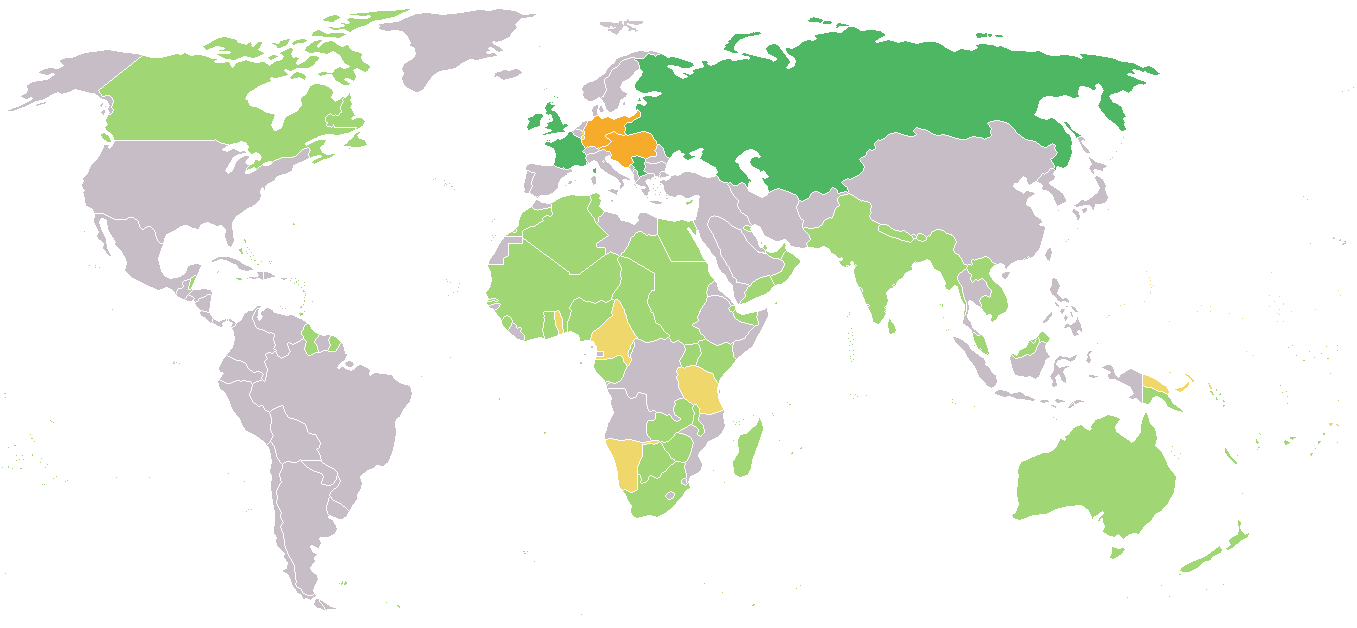
Aliații și Puterile Centrale, începutul lunii august 1914.

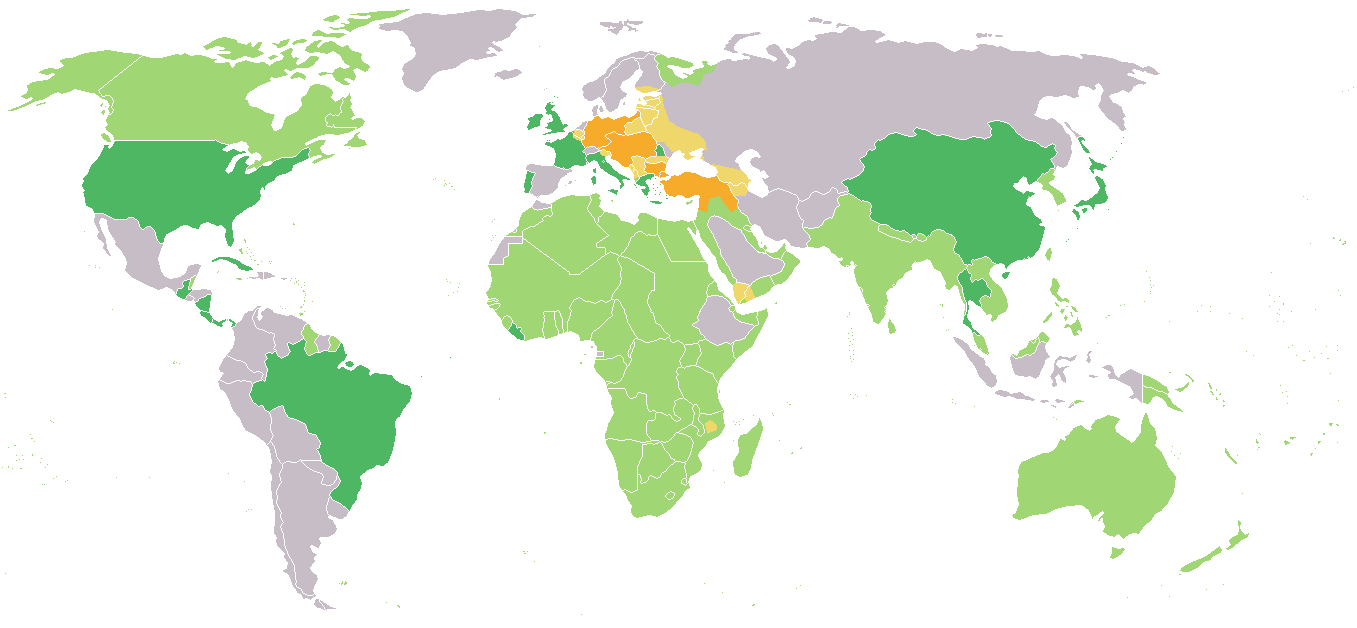
Aliații și Puterile Centrale, mijlocul anului 1918.

Următorul tabel prezintă cronologia a câtorva declarații de război  între puterile combatante.
| Data         | Declarant               | Către                                            |
| 1914         | 1914                    | 1914                                             |
| ------------ | ----------------------- | ------------------------------------------------ |
| 28 iulie     | Austro-Ungaria          | Serbia                                           |
| 1 august     | Germania                | Rusia                                            |
| 3 august     | Germania                | Franța                                           |
| 4 august     | Germania                | Belgia                                           |
| 4 august     | Regatul Unit            | Germania                                         |
| 5 august     | Muntenegru              | Austro-Ungaria                                   |
| 6 august     | Austro-Ungaria          | Rusia                                            |
| 6 august     | Serbia                  | Germania                                         |
| 9 august     | Muntenegru              | Germania                                         |
| 11 august    | Franța                  | Austro-Ungaria                                   |
| 12 august    | Regatul Unit            | Austro-Ungaria                                   |
| 22 august    | Austro-Ungaria          | Belgia                                           |
| 23 august    | Japonia                 | Germania                                         |
| 25 august    | Japonia                 | Austro-Ungaria                                   |
| 1 noiembrie  | Rusia                   | Imperiul Otoman                                  |
| 2 noiembrie  | Serbia                  | Imperiul Otoman                                  |
| 3 noiembrie  | Muntenegru              | Imperiul Otoman                                  |
| 5 noiembrie  | Regatul Unit Franța     | Imperiul Otoman                                  |
| 1915         |                         |                                                  |
| 23 mai       | Italia                  | Austro-Ungaria                                   |
| 3 iunie      | San Marino              | Austro-Ungaria                                   |
| 21 august    | Italia                  | Imperiul Otoman                                  |
| 14 octombrie | Bulgaria                | Serbia                                           |
| 15 octombrie | Regatul Unit Muntenegru | Bulgaria                                         |
| 16 octombrie | Franța                  | Bulgaria                                         |
| 19 octombrie | Italia Rusia            | Bulgaria                                         |
| 1916         |                         |                                                  |
| 9 martie     | Germania                | Portugalia                                       |
| 15 martie    | Austro-Ungaria          | Portugalia                                       |
| 27 august    | România                 | Austro-Ungaria                                   |
| 27 august    | Italia                  | Germania                                         |
| 28 august    | Germania                | România                                          |
| 30 august    | Imperiul Otoman         | România                                          |
| 1 noiembrie  | Bulgaria                | România                                          |
| 1917         |                         |                                                  |
| 6 aprilie    | Statele Unite           | Germania                                         |
| 7 aprilie    | Cuba                    | Germania                                         |
| 10 aprilie   | Bulgaria                | Statele Unite                                    |
| 13 aprilie   | Bolivia                 | Germania                                         |
| 20 aprilie   | Imperiul Otoman         | Statele Unite                                    |
| 2 iulie      | Grecia                  | Germania Austro-Ungaria Imperiul Otoman Bulgaria |
| 22 iulie     | Siam                    | Germania Austro-Ungaria                          |
| 4 august     | Liberia                 | Germania                                         |
| 14 august    | China                   | Germania Austro-Ungaria                          |
| 6 octombrie  | Peru                    | Germania                                         |
| 7 octombrie  | Uruguay                 | Germania                                         |
| 26 octombrie | Brazilia                | Germania                                         |
| 7 decembrie  | Statele Unite           | Austro-Ungaria                                   |
| 7 decembrie  | Ecuador                 | Germania                                         |
| 10 decembrie | Panama                  | Austro-Ungaria                                   |
| 16 decembrie | Cuba                    | Austro-Ungaria                                   |
| 1918         |                         |                                                  |
| 23 aprilie   | Guatemala               | Germania                                         |
| 8 mai        | Nicaragua               | Germania Austro-Ungaria                          |
| 23 mai       | Costa Rica              | Germania                                         |
| 12 iulie     | Haiti                   | Germania                                         |
| 19 iulie     | Honduras                | Germania                                         |
| 10 noiembrie | România                 | Germania                                         |